# 夸里

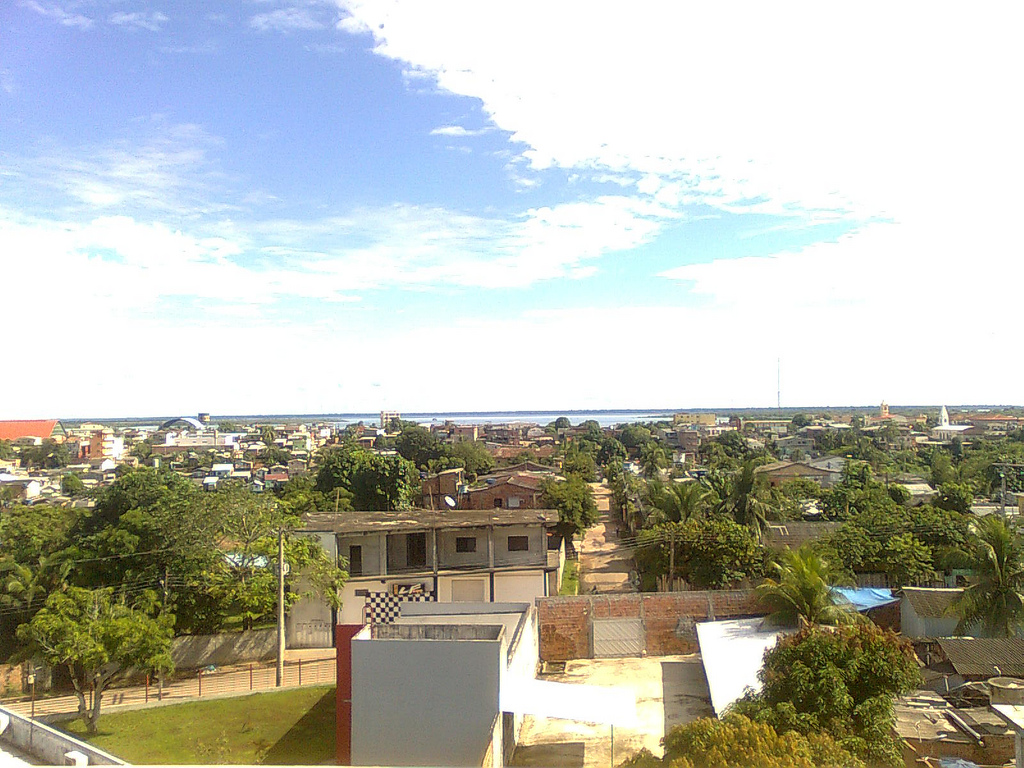
夸里

夸里（葡萄牙語：Coari）是巴西的城鎮，位於該國北部，由亞馬遜州負責管轄，始建於1932年8月2日，面積57,922平方公里，海拔高度40米，2014年人口82,209，人口密度每平方公里1.33人。
4°5′6″S 63°8′27″W / 4.08500°S 63.14083°W